# 裴岑纪功碑
裴岑纪功碑，全称敦煌太守裴岑纪功碑，是清代将领岳钟琪在新疆巴尔库尔地区发现的记载汉代将领裴岑战绩的石碑。2019年5月为止，裴岑纪功碑是新疆境内发现的立碑时间第二早且最早被重新发现的东汉碑刻。裴岑纪功碑是第一批古代名碑名刻文物。

## 裴岑碑的称呼
自石碑被发现后，石碑的名称并没有统一过。裴岑纪功碑、敦煌太守裴岑纪功碑、汉敦煌太守裴岑纪功碑、东汉裴岑纪功碑、东汉永和二年碑、裴岑碑等名称都出现在了不同的记载之中。

## 裴岑碑的发现与现状
雍正七年（1729年），大清宁远大将军岳钟琪征讨准噶尔时在巴尔库尔城西（今新疆維吾爾自治區哈密市巴里坤哈薩克自治縣境内）发现了裴岑碑并迁往将军府。但也有学者认为早在康熙五十四年（1715年），张寅的《西征纪略》之中“原上有碑，篆文甚古，只新全师三字可识，余悉漫漶”是对此碑的描述。石碑被发现后有言论表示石碑已于乾隆二十二年（1757年）被裘文达公移置敦煌，但有学者指出嘉庆十年（1805年），王昶的《金石萃编》以及1941年吕少卿的《重修敦煌县志》都表示石碑一直保存在城北门外的关帝庙的碑亭处，裘只是拓得拓本带回内地，从而天下皆知。纪昀曾在《阅微草堂笔记》中谈到：“其事不见后汉书，然文句古奥，字划浑朴，断非后人所依托。以僻在西域，无人拓摹，石碑锋棱犹完整。”可见当时石碑的完整程度，后因棰拓次数过多，石碑遭到了损伤并导致后来的拓片质量越来越差，以至于关于石碑内容出现了分歧。1931年，马仲英进军新疆，守城军烧毁关帝庙，该碑被烧裂。时任民众教育馆馆长张钧对石碑进行了简单修复后运往仙姑庙的月光楼。然而该年正逢大旱，有人认为是因为移走了石碑故又把石碑迁返原址，不料石碑在过程中破裂。现该碑藏于新疆维吾尔自治区博物馆内。清乾隆五十一年（1786年）申兆定摹刻了一块四面刻字的石碑，现藏于西安碑林博物馆。2023年，被列入《第一批古代名碑名刻文物名录》。

## 石碑简介

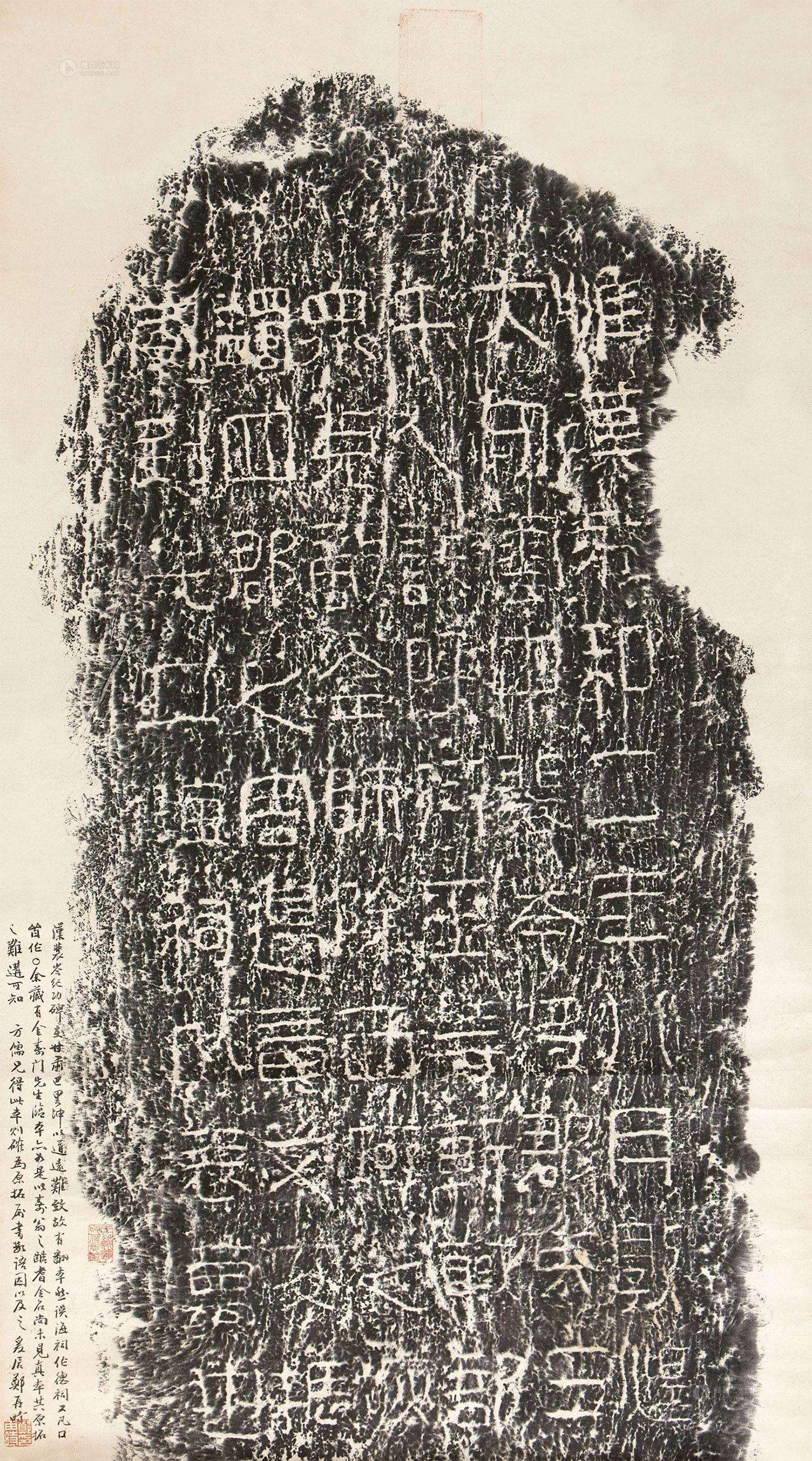
裴岑碑拓本

石碑高129厘米，宽54厘米，碑文6行，每行10字。内容为：
|                      |  |  |
| ——敦煌太守裴岑纪功碑 |  |  |

碑文描述的是一场军事行动，东汉永和二年（137年），敦煌太守裴岑率三千或五千郡兵战胜北匈奴呼衍氏并诛杀其首领呼衍王。敦煌是当时河西四郡之一，是与匈奴作战的桥头堡。当时东汉国力每况愈下、班勇离开后几次讨伐匈奴的战争未尝胜绩，面对匈奴三大贵族之一的呼衍氏，裴岑的这次胜利可以说为西域换来十余年的安全生活直至元嘉元年（151年）。

## 相关史料及假想
史书上并没有记载此次大胜呼衍王的战果，但《后汉书·卷八十八 西域传》曾先后多次提及永和二年前后东汉与呼衍氏的战争，甚至直接叙述了敦煌太守与呼衍王作战的结果：“（阳嘉）四年春（135年），北匈奴呼衍王率兵侵后部.......令敦煌太守发诸国兵......合六千三百骑救之......汉军不利。秋，呼衍王复将二千人攻后部，破之。”曾有学者认为“秋，呼衍王复将二千人攻后部，破之。”理解为石碑所记内容，但后被人以战果不同且秋因与前文春相对应，时间不对的理由否定。关于为什么史书上没有记载石碑所刻内容，也是众说纷纭，钱大昕在《潜研堂金石文跋尾》中表示“妨......边郡之薄壅于上闻故也。”王昶则认为“盖当时敦煌郡人为裴岑建祠而立。”赵绍祖在《古墨斋金石跋》的看法是因为《后汉书》的《西域传》多出自班勇的文章，而裴岑的战绩在班勇之后。

## 书法
石碑字形为篆分之间，有篆书的形式但又有横平竖直的分书特征。中锋用笔，无粗细变化但圆中有方。章法竖有行、横有列，行距大于字距，是分书的倾向。气韵上清代方朔认为此碑“雄劲生辣”，郭尚先认为“此碑朴古遒爽”，康有为认为此碑“古茂雄深，得秦相笔意”。但日本书法家伏見冲敬认为字写得不很好看，但能看出书写者想要写好的态度:28。

## 石碑的收录
《裴岑碑》被发现后正值乾隆嘉庆时期考据派的兴盛。大量清代历史学研究、金石学研究都对此碑加以收录。其中较为知名的有：
- 徐松《西域水道记》

- 纪昀《阅微草堂笔记》
- 王樹枏《新疆訪古錄》
- 王昶 《金石萃编》

- 翁方纲《两汉金石记》

- 牛运震《金石图》

- 钱大昕《潜研堂金石文跋》

- 申兆定《汉碑文字跋》

- 方朔《枕经堂金石书画题跋》

- 翁大年《陶斋金石文字跋尾》

## 争议
由于不同拓本之间存在着差异，内容的细节上出现了分歧，诸如第三行的“等”与“寿”，如若作“等”，则可理解为这次行动击败了呼衍王和其他的人，但若作“寿”讲，则理解为呼衍王的名字为寿。还有“德”与“海”，这两个字是最具有分歧争议的，翁方纲和王昶认为是德祠，而牛真谷、纪昀等人认为是海祠，因为“蒲类 ，匈奴中海名 。故后汉裴岑纪功碑有海祠之文也”。顾千里则认为是两字重刻（若明见海字或德字者重刻也）。
关于此碑拓本有另一起争议，那便是龚自珍的宋拓《裴岑纪功碑》，宋拓本的说法最早出现自未能刊行的《羽逸事》，后被多次引用，如1920年的张祖廉《定庵先生年谱外纪》、1959年中华书局版《龚自珍全集》。关于宋拓本的描述，称其被上元人郑谷口所藏后归陈太守元禄。《定庵遗箸》中描述为：
 此谷口先生所藏，咄咄奇异！此碣近已不可辨，重摹本有二，字画皆可丑。远在万里，椎拓为艰；但是原石，即可珍重，况旧拓乎？此乃百金之宝。
——龚自珍，定庵遗箸
后有学者通过石碑出土时间、郑谷口逝世时间、龚自珍的学识及交友、题跋格式、内容准确性分析认为宋拓本可能是《羽逸事》作者陈元禄杜撰而来。
裴岑纪功碑出土后不久，便有假本流出，纪昀在《阅微草堂笔记》记录着有一个武进人叫刘存仁，摹刻了一木本并用火药将其烧黑，特别像古石碑。并拓得真假难辨的拓本使其流传于世，当时的鉴赏家甚至也“以旧石本为新，新木本为旧”。除此之外，依然有大量摹刻版留存于世，除了前文提及的申兆定的碑林版，还有牛空山的《金石图》版、顾文拱重摹于济宁版、万廉山缩摹的《百汉碑砚》版。不过清朝金石学家翁方纲的《两汉金石记》以及翁大年的《陶斋金石文字跋尾》都对真伪拓本的辨别进行了研究。

## 与石碑相关的神话
与该石碑相关的神话有两则，其一为當地戍边将士得知石碑被发现并引得名士前来时，返乡之前总会拓印几张带回乡里。有一次，部分湖南籍士兵乘船过洞庭湖时，风浪四起，掀翻了船，船上人纷纷落水，死伤不少，但只要是身上有本文拓片的人都生还了下来。此后，复员回家的战士都会携带拓片。方士淦在《东归日记》里记载的“汉敦煌太守碑……相传能避风，船上携之吉。”可能就是源于这个传说。
另一则则是相传蒲类海里有冷龙，其特质是会带来大风降温，尤其是当城裡有吉庆活动之时。自从石碑迁移至关帝庙时，该地区的气候才逐渐温暖起来。人们认为是因为有碑在鎮住了冷龙，故称其为镇海碑。每年立春，当时政府就会给碑“领牲”，并祈求神灵保佑。